# کلاودیا هایل
کلاودیا هایل (آلمانی: Claudia Heill; ۲۴ ژانویهٔ ۱۹۸۲ – ۳۱ مارس ۲۰۱۱) جودوکار اهل اتریش بود.
وی در مسابقات کشوری و بین‌المللی در مجموع برندهٔ ۳ مدال نقره، ۳ مدال برنز شده‌است.